# 坎頓 (明尼蘇達州)
坎頓（英語：Canton）是一個位於美國明尼蘇達州菲爾莫爾縣的城市。

## 歷史
坎頓的郵局於1882年設立，五年後升格為城市。此地得名自俄亥俄州同名城市坎頓。

## 人口
根據2020年美國人口普查的數據，坎頓的面積為2.67平方千米，當中陸地面積為2.67平方千米，而水域面積為0.00平方千米。當地共有人口310人，而人口密度為每平方千米116人。